# Võhma (Vihula)
Võhma – wieś w Estonii, w prowincji Virumaa Zachodnia, w gminie Vihula.